# Węgielce
Węgielce – wieś w Polsce położona w województwie lubelskim, w powiecie lubartowskim, w gminie Michów.
Wieś szlachecka Wągielce położona była w drugiej połowie XVI wieku w powiecie lubelskim województwa lubelskiego. W latach 1975–1998 miejscowość administracyjnie należała do ówczesnego województwa lubelskiego.
Wieś stanowi sołectwo gminy Michów. Według Narodowego Spisu Powszechnego z roku 2011 wieś liczyła 131 mieszkańców.